# الشظية (فلم)
الشظية هو فيلم ليبي من إنتاج سنة 1986، ويتحدث عبر قصة درامية عن مشكلة الألغام في ليبيا كمخلفات للحرب العالمية الثانية.

## قصة الفيلم
سالم (علي العريبي) حطاب يلتقي مع البهلول (الطاهر القبائلي) وهو قاطع طريق في الصحراء. ورغم أن سالم ينقذ البهلول الذي كان مشرفاً على الموت من العطش، لكن بهلول يستولي على ناقة سالم بهديد السلاح، لكنه يعيدها إلى سالم بعد توسله له باعتبارها كل ما يملك.
يذهب سالم، وبهلول معاً ويصلان منطقة ألغام. يحكي كل واحد منهما قصته للآخر. فسالم فقد زوجته سالمة (كاريمان جبر) في حقل ألغام، في حين صار بهلول مطارداً بعد أن قتل زوج ابنه عمه ريم (نجاح عبد العزيز)، والتي كان البهلول يريد الزواج منها.

## وصلات خارجية
- مقالات تستعمل روابط فنية بلا صلة مع ويكي بيانات
- الشظية على موقع كاروهات